# Шлемовые игуаны
Шлемовые игуаны (Corytophanes) — род игуанообразных из семейства Corytophanidae.

## Внешний вид и строение
На головах шлемовых игуан есть очень большие гребни. На спинах также есть гребни, идущие до основания хвостов. По краям гребней идут ряды из острых шиповидных чешуй. Половой диморфизм выражается в большем развитии гребней у самцов, а также наличии у них развитых горловых мешков. Окрас этих ящериц меняется в зависимости от их состояния. Основной фон зелёный или коричневый, а при возбуждении животного окрас становится ярче и проступает узор из тёмных или светлых полос.

## Распространение и места обитания
Эти ящерицы живут в Южной и Центральной Америке (Мексика, Панама, Колумбия, Никарагуа, Коста-Рика, Белиз, Гватемала, Гондурас и Сальвадор). Обитают в тропических лесах.

## Образ жизни
Это древесные животные, но они часто спускаются на землю.

## Питание
Основная добыча этих ящериц — различные насекомые.

## Виды
- Corytophanes cristatus — гребенчатый коритофанес, или шлемовая игуана
- Corytophanes hernandesii
- Corytophanes pericarinatus